# Clarence von Rosen
Carl Clarence von Rosen, född 12 maj 1867 i Stockholm, död 19 augusti 1955, var en svensk greve, militär och hovstallmästare. Han var förgrundsgestalt inom svensk idrottsrörelse.
Tillsammans med brodern Eric var han aktiv inom svensk nazism under 1930- och 1940-talet.

## Biografi
Clarence von Rosen blev 1887 officer vid Livregementets husarer, ryttmästare i armén 1907 och 1916 hovstallmästare. Han fick ridutbildning vid det militära ridlärarinstitutet och kejserliga Spanska ridskolan i Wien. Han byggde upp ett högklassigt kapplöpningsstall och var Sveriges mest framgångsrike tävlingsryttare kring sekelskiftet.
Han arbetade för att få med hästtävlingar på det olympiska programmet och han blev år 1900 medlem av Internationella Olympiska Kommittén. Clarence von Rosen blev generalsekreterare i kommittén för hästspelen vid Olympiska sommarspelen 1912 i Stockholm och ansvarade för dess ryttartävlingar. Ridsportgrenarna var dressyr, banhoppning och fälttävlan. På initiativ av von Rosen bildades 1921 det Internationella ridsportförbundet och han blev dess hederspresident 1935.
von Rosen nedlade ett betydelsefullt arbete för den svenska idrotten. Han var ledamot av Sveriges Olympiska Kommitté 1913–1932, överledare 1932 för den svenska OS-truppen i Lake Placid och satt i ledningen vid sommarspelen i Los Angeles 1932 och Berlin 1936. Han var stiftare av Centralföreningen för idrottens främjande och dess ordförande 1939–1947. Han grundade även tidningen Nordiskt Idrottslif 1900 och var Kungliga Automobilklubbens grundare 1903 och dess förste ordförande 1903–1933. von Rosen hade styrelseuppdrag i ett flertal idrottsföreningar bland annat som styrelsemedlem i Stockholms Allmänna Skridskoklubb,ordförande i Stockholms Roddförening och i simklubben Neptun. Han var också den som införde bandy i Sverige, samt organiserade den första tennistävlingen för skolungdomar.
Han var med om att bilda Svenska Bollspelsförbundet 1902 och Svenska Fotbollförbundet 1904 och var den förste ordföranden i båda organisationerna. von Rosen fick även ge namn åt von Rosens pokal.

## Nazistisk aktivism
Historikern Heléne Lööw menar att von Rosen tillsammans med sin bror Eric var "viktiga personer bland svenska nationalister" och att de var med och "introducerade nazismen i de övre samhällsskikten i Sverige".
Tillsammans med brodern Eric var han en av Sveriges mest uttalade nazister både före och under andra världskriget. Han var enligt en rapport från svenska utrikesdepartementet 1999 personlig vän till både Adolf Hitler och Hermann Göring. Han lärde känna den senare när denne 1923 gifte sig med hans bror Erics svägerska Carin von Kantzow.
Clarence von Rosen var under 1930-talet associerad med Samfundet Manhem, för vilken han gav en föreläsning om sina intryck från den nazistiska partidagen i Nürnberg 1936. År 1939 deltog von Rosen i en svensk delegation som i Berlin gratulerade Adolf Hitler på dennes 50-årsdag, i sällskap med marinchefen Fabian Tamm, arméstabschefen Helge Jung och ordföranden i Svensk-Tyska föreningen Henri de Champs. von Rosen var 1938–1943 medlem av Riksföreningen Sverige–Tyskland.

## Familj
Clarence von Rosen var son till greve Carl Gustaf von Rosen och Ella von Rosen, född Carlton Moore. Syskonen var generallöjtnant Reinhold von Rosen, överceremonimästare Eugène von Rosen, etnografen Eric von Rosen samt Maud von Rosen.  Modern var amerikansk miljonärsdotter och genom mormodern Clara Jessup Moore åtnjöt barnen von Rosen ekonomisk trygghet. Clarence gifte sig 1898 med friherrinnan Agnes Maria von Blixen-Finecke, dotter till hovjägmästaren, friherre Fredrik von Blixen-Finecke på Näsbyholms slott i Skåne och grevinnan Clara von Blixen-Finecke, född Krag-Juel-Vind-Frijs. von Rosen var far till ryttaren Clarence von Rosen, Jr. (1903–1933).
Clarence von Rosen uppförde 1895–1899 von Rosenska palatset på Strandvägen 55 i Stockholm. Han ägde även hyresfastigheterna Vasagatan 58 och 50. Man hade även en villa i Väsby vid Äs i Södermanland, och troligtvis var det hit familjen drog sig tillbaka 1905 efter att man hamnat i en besvärlig ekonomisk situation. von Rosenska palatset övergick då i den yngre brodern Eugènes ägo.

## Utmärkelser

### Svenska utmärkelser
- Konung Gustaf V:s jubileumsminnestecken med anledning av 90-årsdagen, 1948.[11]
- Konung Gustaf V:s jubileumsminnestecken med anledning av 70-årsdagen, 1928.[12]
- Kommendör av första klassen av Vasaorden, 23 maj 1928.[13]
- Kommendör av andra klassen av Vasaorden, 6 juni 1918.[14]
- Riddare av första klassen av Vasaorden, 1901.[15]
- Riddare av första klassen av Svärdsorden, 1915.[16]

### Utländska utmärkelser
- Kommendör av första graden av Danska Dannebrogorden, tidigast 1925 och senast 1928.[17][18]
- Kommendör av första klassen av Finlands Vita Ros’ orden, tidigast 1935 och senast 1940.[19][20]
- Kommendör med stjärna av Norska Sankt Olavs orden, tidigast 1931 och senast 1935.[12][19]
- Kommendör av andra klassen av Badiska Berthold I av Zähringens orden, senast 1915.[21]
- Kommendör av Franska Hederslegionen tidigast 1925 och senast 1931.[12][17]
- Riddare av andra klassen av Preussiska Röda örns orden, senast 1915.[21]
- Riddare av andra klassen av Ryska Sankt Annas orden, senast 1915.[21]
- Riddare av andra klassen av Österrikiska Järnkroneorden, senast 1915.[21]
- Guldkorset av Grekiska Frälsarens orden, senast 1915.[21]